# Odontofroggatia corneri
Odontofroggatia corneri is een vliesvleugelig insect uit de familie Eurytomidae. De wetenschappelijke naam is voor het eerst geldig gepubliceerd in 1980 door Wiebes.